# Oscar Löfgren
Oscar Anders Valfrid Löfgren (ur. 1898, zm. 1992) – szwedzki orientalista-semitysta.
Po studiach filologii klasycznej i orientalnej uzyskał w 1927 tytuł doktora na podstawie edycji etiopskiej wersji Księgi Daniela, której oryginał hebrajski powstał pomiędzy VI a II w. p.n.e. Przez 25 następnych lat Löfgren nauczał w rozmaitych szkołach i uczelniach, nie otrzymując nigdzie stałego zatrudnienia. Dopiero w 1951 został powołany na stanowisko profesora języków semickich uniwersytetu w Göteborgu (powstałego równo 60 lat wcześniej), skąd w 1956 przeszedł na uniwersytet w Uppsali.
Dorobek Löfgrena obejmuje głównie edycje tekstów etiopskich i południowoarabskich, np. 1930: edycja wersji etiopskiej Dodekaprophetonu; 1931–1956: edycje geografów południowoarabskich; 1932–1933 (współautorstwo z S. Euringerem): edycja etiopskich Anaphora. Przez całe życie publikował też katalogi rękopisów, np. 1929: manuskryptów etiopskich w Evangeliska Fosterlands-Stiftelsen; 1974: manuskryptów etiopskich w Uppsali; 1975–1981 (wraz z R. Traini): manuskryptów arabskich w Biblioteca Ambrosiana w Mediolanie.
W 1987 podpisał umowę z Oddziałem Antykwarycznym Wydawnictwa E. J. Brill o sprzedaży jego prywatnej biblioteki. Stała się ona własnością Wydawnictwa po śmierci Löfgrena w 1992.